# Demons (canción de Brian McFadden)
«Demons» fue el cuarto sencillo del cantante irlandés Brian McFadden de su álbum solista Irish Son. La canción falló en coincidir en el éxito de sus lanzamientos solistas en su inhabilidad de llegar al Top Ten de Reino Unido.
La canción llegó al número 18 en los Charts Irish Singles y en número 28 en los Charts UK Singles.
El director del vídeo musical fue Howard Greenhalgh. 

## Listado

### Sencillo en CD 1
1. «Demons»
2. «Hole In The Sky»

### Sencillo en CD 2
1. «Demons»
2. «Auf Wiedersehen Bitch»
3. «Demons» - Versión en vivo
4. «Be True To Your Woman» - Versión en vivo
5. «Demons» (vídeo musical)